# إيجي تاكادا
إيجي تاكادا (باليابانية: 高田 栄二) (21 أكتوبر 1974 في أوكيناوا (محافظة) في اليابان - )؛ هو لاعب كرة قدم ياباني سابق كان يلعب كلاعب وسط.

## وصلات خارجية
- إيجي تاكادا على موقع رابطة كرة القدم اليابانية للمحترفين (اليابانية)
- إيجي تاكادا على موقع عالم كرة القدم.نت (الإنجليزية)